# Megumu Yoshida
Megumu Yoshida (født 13. april 1973) er en tidligere japansk fodboldspiller og træner.
Han har spillet for flere forskellige klubber i sin karriere, herunder Vissel Kobe og JEF United Ichihara.
Han har tidligere trænet Sagan Tosu og FC Gifu.